# ヤマニンセラフィム
ヤマニンセラフィム（欧字名:Yamanin Seraphim、1999年4月13日 - ）は日本の競走馬、種牡馬。2002年の京成杯優勝で、ローマンエンパイアとの同着優勝を達成した。母は阪神3歳牝馬ステークスを制したヤマニンパラダイス。半妹に阪神ジュベナイルフィリーズ2着のヤマニンアルシオンがいる。

## 競走馬時代
2001年11月11日、デビュー戦となった京都競馬場での2歳新馬戦では武豊が騎乗し1番人気の支持に応え、見事デビュー戦で初勝利を挙げた。4分の3馬身差の2着はゴールドアリュールだった。次走のエリカ賞（500万下）では蛯名正義に乗り替わり、2番人気に支持された。直線コースにて、1番人気モビーディック、3番人気ビワワールドとの3頭で叩き合いを演じ、クビ差最先着して優勝した。
2002年、初の重賞出走となった京成杯では2番人気に支持され、1番人気だったローマンエンパイアと同着で重賞初制覇となった。これは1997年の平安ステークス以来の重賞同着1位となった。続く弥生賞では3番人気に支持されるも6着という結果に終わり、その翌々日にレントゲン検査を行った結果、両トウ骨遠位端骨折が判明し、後日骨片摘出手術を受けた。
2003年、復帰戦となったカシオペアステークスではデビュー戦以来となる武豊が騎乗し3番人気に支持されるも9着、次の古都ステークス（1600万下）ではオリビエ・ペリエに乗り替わり2番人気に支持されるも4着という結果だった。その後オリオンステークス（1600万下）に出走予定だったが屈腱炎を発症し引退となった。
2004年、競走馬登録を1月7日付けで抹消され、春よりレックススタッドで種牡馬となった。

## 競走成績
以下の内容は、netkeiba.comおよびJBISサーチに基づく。
| 年月日     | 競馬場 | 競走名      | 格     | 距離（馬場）  | 頭数 | 枠番 | 馬番 | オッズ（人気） | 着順 | タイム（上り3F） | 着差  | 騎手     | 斤量（kg） | 勝ち馬/（2着馬）       |
| ---------- | ------ | ----------- | ------ | ------------- | ---- | ---- | ---- | -------------- | ---- | ---------------- | ----- | -------- | ---------- | ---------------------- |
| 2001.11.11 | 京都   | 2歳新馬     |        | 芝1800m（良） | 13   | 6    | 9    | 02.0（1人）    | 1着  | 1:48.2 (35.7)    | -0.1  | 武豊     | 54         | （ゴールドアリュール） |
| 0000.12.02 | 阪神   | エリカ賞    | 500万  | 芝2000m（良） | 11   | 1    | 1    | 04.2（2人）    | 1着  | 2:02.3 (35.3)    | -0.0  | 蛯名正義 | 54         | （ビワワールド）       |
| 2002.01.13 | 東京   | 京成杯      | GIII   | 芝2000m（良） | 13   | 3    | 3    | 02.9（2人）    | 1着  | 2:00.4 (34.8)    | -同着 | 蛯名正義 | 55         | ローマンエンパイア     |
| 0000.03.03 | 中山   | 弥生賞      | GII    | 芝2000m（良） | 11   | 2    | 2    | 03.7（3人）    | 6着  | 2:02.5 (34.6)    | -0.5  | 蛯名正義 | 55         | バランスオブゲーム     |
| 2003.11.08 | 京都   | カシオペアS | OP     | 芝1800m（良） | 13   | 6    | 8    | 06.2（3人）    | 9着  | 1:49.3 (34.4)    | -1.0  | 武豊     | 56         | プリサイスマシーン     |
| 0000.11.23 | 京都   | 古都S       | 1600万 | 芝1800m（良） | 9    | 8    | 9    | 02.8（2人）    | 4着  | 1:48.0 (34.5)    | -0.4  | O.ペリエ | 57         | フラワーチャンプ       |

## 種牡馬時代
初年度の2004年シーズンは22頭に種付けを行い、2005年にファーストクロップとなる産駒が11頭誕生した。少ない初年度産駒の中から2007年12月24日に、サントサンデーが公営福山競馬場で中央地方通じて初勝利を挙げた。また、2008年1月16日に、JRA小倉競馬場でもナムラクレセントが中央初勝利を挙げた。同年10月28日にナムラクレセントが菊花賞に出走し3着と結果を残している。2009年は同馬の活躍もあり、前年の16頭から55頭と種付け数を増やした。ナムラクレセントは後に2011年の阪神大賞典を制し、産駒の重賞初制覇を果たした。
2019年に引退名馬繋養展示事業の助成対象馬となり、種牡馬を引退。生まれ故郷の錦岡牧場で繋養されている。

### 代表産駒
- 2005年産
  - ナムラクレセント（阪神大賞典）[6]
- 2011年産
  - グルームアイランド（中日杯、報知オールスターカップ、金沢スプリングカップ、オグリキャップ記念、イヌワシ賞、北國王冠）[7]

### ブルードメアサイアーとして
- 2019年産
  - コスモポポラリタ（フローラルカップ、ブロッサムカップ、九州チャンピオンシップ）- 父・ロージズインメイ
- 2022年産
  - ヤマニンチェルキ（北海道スプリントカップ）- 父・フォーウィールドライブ

## 血統表
| ヤマニンセラフィムの血統                          | ヤマニンセラフィムの血統                             | ヤマニンセラフィムの血統                             | （血統表の出典）                                     | （血統表の出典） |
| 父系                                              | サンデーサイレンス系（ヘイロー系                     | サンデーサイレンス系（ヘイロー系                     | サンデーサイレンス系（ヘイロー系                     | [ § 2 ]          |
| 父 *サンデーサイレンス Sunday Silence 1986 青鹿毛 | 父の父Halo 1969 黒鹿毛                               | Hail to Reason                                       | Turn-to                                              | Turn-to          |
| 父 *サンデーサイレンス Sunday Silence 1986 青鹿毛 | 父の父Halo 1969 黒鹿毛                               | Hail to Reason                                       | Nothirdchance                                        |                  |
| 父 *サンデーサイレンス Sunday Silence 1986 青鹿毛 | 父の父Halo 1969 黒鹿毛                               | Cosmah                                               | Cosmic Bomb                                          | Cosmic Bomb      |
| 父 *サンデーサイレンス Sunday Silence 1986 青鹿毛 | 父の父Halo 1969 黒鹿毛                               | Cosmah                                               | Almahmoud                                            |                  |
| 父 *サンデーサイレンス Sunday Silence 1986 青鹿毛 | 父の母Wishing Well 1975 鹿毛                         | Understanding                                        | Promised Land                                        | Promised Land    |
| 父 *サンデーサイレンス Sunday Silence 1986 青鹿毛 | 父の母Wishing Well 1975 鹿毛                         | Understanding                                        | Pretty Ways                                          |                  |
| 父 *サンデーサイレンス Sunday Silence 1986 青鹿毛 | 父の母Wishing Well 1975 鹿毛                         | Mountain Flower                                      | Montparnasse                                         | Montparnasse     |
| 父 *サンデーサイレンス Sunday Silence 1986 青鹿毛 | 父の母Wishing Well 1975 鹿毛                         | Mountain Flower                                      | Edelweiss                                            |                  |
| 母 ヤマニンパラダイス 1992 鹿毛                   | 母の父Danzig 1977 鹿毛                               | Northern Dancer                                      | Nearctic                                             | Nearctic         |
| 母 ヤマニンパラダイス 1992 鹿毛                   | 母の父Danzig 1977 鹿毛                               | Northern Dancer                                      | Natalma                                              |                  |
| 母 ヤマニンパラダイス 1992 鹿毛                   | 母の父Danzig 1977 鹿毛                               | Pas de Nom                                           | Admiral's Voyage                                     | Admiral's Voyage |
| 母 ヤマニンパラダイス 1992 鹿毛                   | 母の父Danzig 1977 鹿毛                               | Pas de Nom                                           | Petitioner                                           |                  |
| 母 ヤマニンパラダイス 1992 鹿毛                   | 母の母Althea 1981 栗毛                               | Alydar                                               | Raise a Native                                       | Raise a Native   |
| 母 ヤマニンパラダイス 1992 鹿毛                   | 母の母Althea 1981 栗毛                               | Alydar                                               | Sweet Tooth                                          |                  |
| 母 ヤマニンパラダイス 1992 鹿毛                   | 母の母Althea 1981 栗毛                               | Courtly Dee                                          | Never Bend                                           | Never Bend       |
| 母 ヤマニンパラダイス 1992 鹿毛                   | 母の母Althea 1981 栗毛                               | Courtly Dee                                          | Tulle                                                |                  |
| 母系(F-No.)                                       | (FN:A4)                                              | (FN:A4)                                              | (FN:A4)                                              | [ § 3 ]          |
| 5代内の近親交配                                   | Almahmoud 4×5=9.38%、Native Dancer 5･5（母内）=6.25% | Almahmoud 4×5=9.38%、Native Dancer 5･5（母内）=6.25% | Almahmoud 4×5=9.38%、Native Dancer 5･5（母内）=6.25% | [ § 4 ]          |
| 出典                                              | 1. 2. 3. 4.                                          | 1. 2. 3. 4.                                          | 1. 2. 3. 4.                                          | 1. 2. 3. 4.      |